# Имам жељу
Имам жељу је четврти албум Мире Шкорић, објављен 1992. године. Штампан је у дијамантском тиражу, а објављен као ЛП и касета у издању Дискос-а. Продуцент албума је Злаја Тимотић.

## Песме на албуму
| Песма                    | Композитор     | Текстописац        |
| ------------------------ | -------------- | ------------------ |
| Имам жељу                | Злаја Тимотић  | М. Буковчић Тришић |
| Опасно по живот          | З. Матић       | З. Матић           |
| Рођена под звездом среће | Миша Мијатовић | Весна Петковић     |
| Волим те                 | Злаја Тимотић  | Б. Тимотић         |
| Балада о војнику         | М. Јанковић    | В. Илић            |
| Зашто си ме опет варао   | Д. Антонијевић | Д. Антонијевић     |
| Кога да љубим после тебе | Р. Раичевић    | Весна Петковић     |
| Љубав се прича погледом  | Љ. Кешељ       | Г. Кукић           |
| Цвеће девојачко          | Љ. Кешељ       | М. Јовичић         |
| Није срце моје јабука    | З. Матић       | З. Матић           |